# Grand Prix Júnior de Patinação Artística no Gelo na Coreia do Sul
O Grand Prix Júnior de Patinação Artística no Gelo na Coreia do Sul é uma competição internacional de patinação artística no gelo de nível júnior. A competição é organizada pela União Internacional de Patinação (ISU), e disputada no outono, em alguns anos, como parte do Grand Prix Júnior de Patinação Artística no Gelo.

## Edições
| Ano  | Edição | Cidade sede | Júnior | Júnior | Júnior | Júnior | Ref   |
| Ano  | Edição | Cidade sede | M      | F      | P      | D      | Ref   |
| ---- | ------ | ----------- | ------ | ------ | ------ | ------ | ----- |
| 2008 | Final  | Goyang      | •      | •      | •      | •      | [ 1 ] |

Legenda
- Final do Grand Prix ISU Júnior

## Lista de medalhistas

### Individual masculino
| Evento                 | Ouro                    | Prata                                | Bronze`                           |
| Goyang 2008 (detalhes) | Florent Amodio · França | Armin Mahbanoozadeh · Estados Unidos | Richard Dornbush · Estados Unidos |

### Individual feminino
| Evento                 | Ouro                             | Prata                   | Bronze                        |
| Goyang 2008 (detalhes) | Becky Bereswill · Estados Unidos | Yukiko Fujisawa · Japão | Alexe Gilles · Estados Unidos |

### Duplas
| Evento                 | Ouro                                             | Prata                        | Bronze                                                 |
| Goyang 2008 (detalhes) | Lubov Iliushechkina · Nodari Maisuradze · Rússia | Zhang Yue · Wang Lei · China | Ksenia Krasilnikova · Konstantin Bezmaternikh · Rússia |

### Dança no gelo
| Evento                 | Ouro                                           | Prata                                              | Bronze                                            |
| Goyang 2008 (detalhes) | Madison Chock · Greg Zuerlein · Estados Unidos | Madison Hubbell · Keiffer Hubbell · Estados Unidos | Ekaterina Riazanova · Jonathan Guerreiro · Rússia |